# 楚山郡
楚山郡（：／ Chosan gun */?）是朝鮮民主主義人民共和國慈江道的一個郡，位於該道北部。

## 地理
本郡位于朝鮮半島北部，鴨緑江上流南岸和江南山脉以北的位置，北邻中華人民共和国吉林省通化市。

## 历史
1950年爆发朝鲜战争後，韓國陸軍第6師第7團（團長林富澤上校）曾進駐楚山，成為联合国军陣營在戰爭中抵達的極北點之一，直到中国人民志愿军入朝後，該部隊才因為溫井戰鬥的爆發而緊急撤出。

## 行政区划
现时本郡下辖:
- 楚山邑
- 央土里
- 莲丰里
- 梨山里
- 雲坪里
- 場土里
- 蓮舞里
- 龍上里
- 安贊里
- 水砧里
- 瓦仁里
- 直里
- 龜龍里
- 新楊松里
- 花薪里
- 化建里
- 龜坪里
- 忠上里
- 松廟里